# میچیهیسا داته
میچیهیسا داته (ژاپنی: 伊達倫央؛ زادهٔ ۲۲ اوت ۱۹۶۶) بازیکن فوتبال اهل ژاپن است.
از باشگاه‌هایی که در آن بازی کرده‌است می‌توان به باشگاه فوتبال کاشیوا ریسول و باشگاه فوتبال جوبیلو ایواتا اشاره کرد.